# Стеєрдорф
Стеєрдорф, Штаєрдорф (рум. Steierdorf) — село у повіті Караш-Северін в Румунії. Адміністративно підпорядковане місту Аніна.
Село розташоване на відстані 342 км на захід від Бухареста, 26 км на південь від Решиці, 91 км на південний схід від Тімішоари.

## Населення
За даними перепису населення 2002 року у селі проживали 2424 особи.
Національний склад населення села:
| Національність | Кількість осіб | Відсоток |
| -------------- | -------------- | -------- |
| румуни         | 1973           | 81,4%    |
| німці          | 361            | 14,9%    |
| угорці         | 67             | 2,8%     |
| чехи           | 8              | 0,3%     |
| хорвати        | 5              | 0,2%     |

Рідною мовою назвали:
| Мова      | Кількість осіб | Відсоток |
| --------- | -------------- | -------- |
| румунська | 2024           | 83,5%    |
| німецька  | 333            | 13,7%    |
| угорська  | 55             | 2,3%     |